# Karlsruher Sport-Club Mühlburg-Phönix 1986-1987
Questa voce raccoglie le informazioni riguardanti il Karlsruher Sport-Club Mühlburg-Phönix nelle competizioni ufficiali della stagione 1986-1987.

## Stagione
Nella stagione 1986-1987 il Karlsruhe, allenato da Winfried Schäfer, concluse il campionato di 2. Bundesliga al 2º posto. In Coppa di Germania il Karlsruhe fu eliminato ai quarti di finale dal Fortuna Düsseldorf.

## Rosa
| N. |                     | Ruolo | Calciatore        |
| -- | ------------------- | ----- | ----------------- |
|    | Germania (bandiera) | P     | Alexander Famulla |
|    | Croazia (bandiera)  | D     | Srećko Bogdan     |
|    | Germania (bandiera) | D     | Oliver Kreuzer    |
|    | Germania (bandiera) | D     | Rüdiger Patzschke |
|    | Germania (bandiera) | D     | Andreas Weiner    |
|    | Germania (bandiera) | C     | Martin Beer       |
|    | Germania (bandiera) | C     | Günter Franusch   |
|    | Germania (bandiera) | C     | Michael Harforth  |
|    | Germania (bandiera) | C     | Axel Kahn         |

| N. |                     | Ruolo | Calciatore        |
| -- | ------------------- | ----- | ----------------- |
|    | Serbia (bandiera)   | C     | Milorad Pilipović |
|    | Germania (bandiera) | C     | Jürgen Schmidt    |
|    | Germania (bandiera) | C     | Lars Schmidt      |
|    | Germania (bandiera) | C     | Rainer Schütterle |
|    | Germania (bandiera) | C     | Wolfgang Trapp    |
|    | Germania (bandiera) | A     | Arno Glesius      |
|    | Germania (bandiera) | A     | Emanuel Günther   |
|    | Germania (bandiera) | A     | Helmut Hermann    |
|    | Germania (bandiera) | A     | Joachim Keller    |

## Organigramma societario
Area tecnica
- Allenatore: Winfried Schäfer
- Allenatore in seconda:
- Preparatore dei portieri:
- Preparatori atletici:

## Calciomercato

### Sessione estiva
| Acquisti | Acquisti          | Acquisti       | Acquisti |
| R.       | Nome              | da             | Modalità |
| -------- | ----------------- | -------------- | -------- |
| P        | Alexander Famulla | SGK Heidelberg |          |
| A        | Arno Glesius      | FV Bad Honnef  |          |

| Cessioni | Cessioni       | Cessioni            | Cessioni |
| R.       | Nome           | a                   | Modalità |
| -------- | -------------- | ------------------- | -------- |
| C        | Uwe Dittus     | Vikt. Aschaffenburg |          |
| A        | Achim Glückler | Ulma                |          |
| P        | Rudolf Kargus  | Fortuna Düsseldorf  |          |
| A        | Michael Künast | Darmstadt           |          |
| D        | Reiner Maurer  | Arminia Bielefeld   |          |
| P        | Georg Reiser   | VfB Gaggenau        |          |

### Sessione invernale
| Acquisti | Acquisti | Acquisti | Acquisti |
| R.       | Nome     | da       | Modalità |
| -------- | -------- | -------- | -------- |

| Cessioni | Cessioni | Cessioni | Cessioni |
| R.       | Nome     | a        | Modalità |
| -------- | -------- | -------- | -------- |

## Risultati

### 2. Bundesliga

#### Girone di andata
| Arbitro: | Föckler |

|             |           |             |
| Schmitt 47’ | Marcatori | 64’ Günther |

| Arbitro: | Kautschor |

|                |           |                |
| Schütterle 43’ | Marcatori | 50’, 77’ Glöde |

| Arbitro: | Birlenbach |

|                              |           |  |
| Schindler 11’ Olaidotter 88’ | Marcatori |  |

| Arbitro: | Wiesel |

|                                            |           |                       |
| Harforth 13’ (rig.) Glesius 38’ Keller 68’ | Marcatori | 14’ Loose 90’ Eickels |

| Arbitro: | Krug |

|  |           |                         |
|  | Marcatori | 34’ Glesius 45’ Kreuzer |

| Arbitro: | Strigel |

|                         |           |              |
| Trapp 2’ Schütterle 18’ | Marcatori | 19’ Eplinius |

| Arbitro: | Diekert |

|                               |           |                                  |
| Gede 17’ Lemke 26’ Lazaro 43’ | Marcatori | 8’ Glesius 39’ Trapp 58’ Hermann |

| Arbitro: | Bodmer |

|               |           |            |
| Pilipović 32’ | Marcatori | 56’ Kügler |

| Arbitro: | Broska |

|               |           |            |
| Ellmerich 68’ | Marcatori | 83’ Bogdan |

| Arbitro: | Rubel |

|                                                |           |                    |
| Bogdan 36’, 67’ Keller 50’ Harforth 80’ (rig.) | Marcatori | 45’ Sané 83’ Weber |

| Arbitro: | Dellwing |

|                                           |           |  |
| Ruof 46’, 84’ Ritter 66’ Gries 73’ (rig.) | Marcatori |  |

| Arbitro: | Correll |

|                                   |           |  |
| Pilipović 11’ Harforth 77’ (rig.) | Marcatori |  |

| Arbitro: | Mierswa |

|                         |           |                |
| Knecht 39’ Lindenau 78’ | Marcatori | 51’ Schütterle |

| Arbitro: | Steffens |

|                                              |           |  |
| Schütterle 23’ Harforth 40’ Glesius 68’, 74’ | Marcatori |  |

| Arbitro: | Kasper |

|                           |           |              |
| Abramczik 4’ Heitkamp 12’ | Marcatori | 19’ Harforth |

| Arbitro: | Bauer |

|                                            |           |           |
| Keller 12’ Glesius 43’ Schütterle 57’, 60’ | Marcatori | 19’ Hotić |

| Arbitro: | Gabor |

|                                                                               |           |  |
| Hellberg 37’, 54’, 60’ Reich 45’ (rig.) Surmann 52’ Grillemeier 73’, 76’, 80’ | Marcatori |  |

| Arbitro: | Harder |

|               |           |  |
| Golke 7’, 85’ | Marcatori |  |

| Arbitro: | Löwer |

|                                                                       |           |  |
| Pilipović 30’ Kreuzer 34’ Bogdan 39’ Franusch 45’ Schütterle 62’, 87’ | Marcatori |  |

#### Girone di ritorno
| Arbitro: | Merk |

|             |           |  |
| Glesius 71’ | Marcatori |  |

| Arbitro: | Zimmermann |

|            |           |  |
| Eymold 60’ | Marcatori |  |

| Arbitro: | Ahlenfelder |

|                         |           |          |
| Glesius 30’ Schmidt 44’ | Marcatori | 26’ Hein |

| Arbitro: | Reinstädtler |

|            |           |                                  |
| Krella 26’ | Marcatori | 41’, 90’ Harforth 53’ Schütterle |

| Arbitro: | Bruch |

|                                                 |           |  |
| Keller 12’ Schütterle 38’, 64’ Glesius 48’, 88’ | Marcatori |  |

| Arbitro: | Correll |

|  |           |                                   |
|  | Marcatori | 11’, 48’ Glesius 61’, 86’ Schmidt |

| Arbitro: | Scheuerer |

|           |           |  |
| Bogdan 8’ | Marcatori |  |

| Arbitro: | Eli |

|  |           |                                         |
|  | Marcatori | 66’ (aut.) Siewert 72’ Glesius 90’ Kahn |

| Arbitro: | Werner |

|                            |           |             |
| Schütterle 7’ Harforth 18’ | Marcatori | 22’ Pospich |

| Arbitro: | Neumann |

|            |           |                 |
| Schaub 79’ | Marcatori | 6’, 17’ Schmidt |

| Arbitro: | Mierswa |

|                          |           |                    |
| Trapp 13’ Schütterle 56’ | Marcatori | 15’ Gries 62’ Hach |

| Arbitro: | Gabor |

|                     |           |             |
| Gerstner 40’ (rig.) | Marcatori | 71’ Glesius |

| Arbitro: | Barnick |

|                                |           |             |
| Bogdan 24’, 72’ Schütterle 32’ | Marcatori | 52’ Nitsche |

| Arbitro: | Berg |

|           |           |                                                     |
| Herbst 2’ | Marcatori | 52’, 70’ Hermann 72’ Schütterle 82’ (rig.) Harforth |

| Arbitro: | Schmidhuber |

|                                        |           |  |
| Harforth 13’ Schütterle 20’ Bogdan 37’ | Marcatori |  |

| Arbitro: | Kriegelstein |

|                |           |              |
| Steininger 85’ | Marcatori | 39’ Harforth |

| Arbitro: | Brehm |

|                                       |           |               |
| Bogdan 44’ Schütterle 51’ Hermann 67’ | Marcatori | 3’, 61’ Reich |

| Arbitro: | Krug |

|                 |           |          |
| Duve 59’ (aut.) | Marcatori | 9’ Klaus |

| Arbitro: | Richmann |

|                |           |                           |
| Kruszyński 19’ | Marcatori | 8’ Günther 77’ Schütterle |

### Coppa di Germania
| Arbitro: | Kröger |

|                 |           |                     |
| Plagge 40’, 42’ | Marcatori | 62’, 65’ Schütterle |

| Arbitro: | Merk |

|                                        |           |             |
| Keller 15’, 43’ Kreuzer 45’ Bogdan 81’ | Marcatori | 62’ Ansorge |

| Arbitro: | Osmers |

|  |           |                     |
|  | Marcatori | 27’, 87’ Schütterle |

| Arbitro: | Heitmann |

|            |           |                            |
| Riedle 86’ | Marcatori | 76’ Schütterle 78’ Schmidt |

| Arbitro: | Kriegelstein |

|                 |           |  |
| Krümpelmann 82’ | Marcatori |  |

## Statistiche

### Statistiche di squadra
| Competizione      | Punti | In casa | In casa | In casa | In casa | In casa | In casa | In trasferta | In trasferta | In trasferta | In trasferta | In trasferta | In trasferta | Totale | Totale | Totale | Totale | Totale | Totale | DR  |
| Competizione      | Punti | G       | V       | N       | P       | Gf      | Gs      | G            | V            | N            | P            | Gf           | Gs           | G      | V      | N      | P      | Gf     | Gs     | DR  |
| ----------------- | ----- | ------- | ------- | ------- | ------- | ------- | ------- | ------------ | ------------ | ------------ | ------------ | ------------ | ------------ | ------ | ------ | ------ | ------ | ------ | ------ | --- |
| 2. Bundesliga     | 52    | 19      | 15      | 3       | 1       | 50      | 17      | 19           | 7            | 5            | 7            | 29           | 32           | 38     | 22     | 8      | 8      | 79     | 49     | +30 |
| Coppa di Germania | -     | 1       | 1       | 0       | 0       | 4       | 1       | 4            | 2            | 1            | 1            | 6            | 4            | 5      | 3      | 1      | 1      | 10     | 5      | +5  |
| Totale            | 52    | 20      | 16      | 3       | 1       | 54      | 18      | 23           | 9            | 6            | 8            | 35           | 36           | 43     | 25     | 9      | 9      | 89     | 54     | +35 |

### Andamento in campionato
| Giornata  | 1 | 2  | 3  | 4  | 5  | 6 | 7 | 8 | 9 | 10 | 11 | 12 | 13 | 14 | 15 | 16 | 17 | 18 | 19 | 20 | 21 | 22 | 23 | 24 | 25 | 26 | 27 | 28 | 29 | 30 | 31 | 32 | 33 | 34 | 35 | 36 | 37 | 38 |
| --------- | - | -- | -- | -- | -- | - | - | - | - | -- | -- | -- | -- | -- | -- | -- | -- | -- | -- | -- | -- | -- | -- | -- | -- | -- | -- | -- | -- | -- | -- | -- | -- | -- | -- | -- | -- | -- |
| Luogo     | T | C  | T  | C  | T  | C | T | C | T | C  | T  | C  | T  | C  | T  | C  | T  | T  | C  | C  | T  | C  | T  | C  | T  | C  | T  | C  | T  | C  | T  | C  | T  | C  | T  | C  | C  | T  |
| Risultato | N | P  | P  | V  | V  | V | N | N | N | V  | P  | V  | P  | V  | P  | V  | P  | P  | V  | V  | P  | V  | V  | V  | V  | V  | V  | V  | V  | N  | N  | V  | V  | V  | N  | V  | N  | V  |
| Posizione | 8 | 16 | 18 | 14 | 11 | 6 | 8 | 8 | 8 | 5  | 10 | 8  | 10 | 6  | 9  | 7  | 9  | 11 | 8  | 6  | 7  | 6  | 6  | 6  | 6  | 6  | 4  | 3  | 3  | 2  | 2  | 2  | 2  | 2  | 2  | 2  | 2  | 2  |

Legenda:

Luogo: C = Casa; T = Trasferta. Risultato: V = Vittoria; N = Pareggio; P = Sconfitta.

### Statistiche dei giocatori
!! colspan="4" | Totale

| Giocatore     | 2. Bundesliga | 2. Bundesliga | 2. Bundesliga | 2. Bundesliga | Coppa di Germania M. Beer | Coppa di Germania M. Beer | Coppa di Germania M. Beer | Coppa di Germania M. Beer | 7        | 0    | 1           | 0          | 1 | 0 | 0 | 0 | 8 | 0 | 1 | 0 |
| Giocatore     | Presenze      | Reti          | Ammonizioni   | Espulsioni    | Presenze                  | Reti                      | Ammonizioni               | Espulsioni                | Presenze | Reti | Ammonizioni | Espulsioni |   |   |   |   |   |   |   |   |
| S. Bogdan     | 37            | 9             | 4             | 0             | 5                         | 1                         | 2                         | 0                         | 42       | 10   | 6           | 0          |   |   |   |   |   |   |   |   |
| A. Famulla    | 38            | 0             | 1             | 0             | 5                         | 0                         | 0                         | 0                         | 43       | 0    | 1           | 0          |   |   |   |   |   |   |   |   |
| G. Franusch   | 31            | 1             | 2             | 0             | 4                         | 0                         | 0                         | 0                         | 35       | 1    | 2           | 0          |   |   |   |   |   |   |   |   |
| A. Glesius    | 35            | 14            | 3             | 0             | 3                         | 0                         | 0                         | 0                         | 38       | 14   | 3           | 0          |   |   |   |   |   |   |   |   |
| E. Günther    | 35            | 2             | 8             | 0             | 5                         | 0                         | 1                         | 0                         | 40       | 2    | 9           | 0          |   |   |   |   |   |   |   |   |
| M. Harforth   | 34            | 11            | 10            | 0             | 5                         | 0                         | 2                         | 0                         | 39       | 11   | 12          | 0          |   |   |   |   |   |   |   |   |
| H. Hermann    | 11            | 4             | 2             | 0             | 0                         | 0                         | 0                         | 0                         | 11       | 4    | 2           | 0          |   |   |   |   |   |   |   |   |
| A. Kahn       | 5             | 1             | 0             | 0             | 1                         | 0                         | 0                         | 0                         | 6        | 1    | 0           | 0          |   |   |   |   |   |   |   |   |
| J. Keller     | 27            | 4             | 2             | 0             | 3                         | 2                         | 0                         | 0                         | 30       | 6    | 2           | 0          |   |   |   |   |   |   |   |   |
| O. Kreuzer    | 37            | 2             | 5             | 0             | 5                         | 1                         | 1                         | 0                         | 42       | 3    | 6           | 0          |   |   |   |   |   |   |   |   |
| R. Patzschke  | 30            | 0             | 1             | 0             | 3                         | 0                         | 0                         | 0                         | 33       | 0    | 1           | 0          |   |   |   |   |   |   |   |   |
| M. Pilipović  | 23            | 3             | 4             | 0             | 4                         | 0                         | 0                         | 0                         | 27       | 3    | 4           | 0          |   |   |   |   |   |   |   |   |
| J. Schmidt    | 18            | 4             | 3             | 0             | 3                         | 0                         | 0                         | 0                         | 21       | 4    | 3           | 0          |   |   |   |   |   |   |   |   |
| L. Schmidt    | 35            | 1             | 4             | 1             | 5                         | 1                         | 0                         | 0                         | 40       | 2    | 4           | 1          |   |   |   |   |   |   |   |   |
| R. Schütterle | 37            | 18            | 1             | 0             | 5                         | 5                         | 0                         | 0                         | 42       | 23   | 1           | 0          |   |   |   |   |   |   |   |   |
| W. Trapp      | 34            | 3             | 6             | 1             | 4                         | 0                         | 0                         | 0                         | 38       | 3    | 6           | 1          |   |   |   |   |   |   |   |   |
| A. Weiner     | 6             | 0             | 0             | 0             | 0                         | 0                         | 0                         | 0                         | 6        | 0    | 0           | 0          |   |   |   |   |   |   |   |   |